# Balkancupen
Balkancupen var en landslagstävling i fotboll, som startades 1929, och spelades på Balkanhalvön. 1947 och 1948 kallades turneringen officiellt "Balkan- och centraleuropeiska mästerskapet".

## Vinnare
Källa: Länk
| Säsong    | Etta (titlar)                                                | Tvåa                                                         | Trea                                                         | Målkung(ar)                                                                                           | Målkung(ar) |
| Säsong    | Etta (titlar)                                                | Tvåa                                                         | Trea                                                         | spelare (nation)                                                                                      | Mål         |
| --------- | ------------------------------------------------------------ | ------------------------------------------------------------ | ------------------------------------------------------------ | --- | ----------- |
| 1929-1931 | Rumänien (1)                                                 | Jugoslavien                                                  | Grekland                                                     | Iuliu Bodola (Rumänien) Rudolf Wetzer (Rumänien)                                                      | 7           |
| 1931      | Bulgarien (1) ‡                                              | Turkiet                                                      | Jugoslavien                                                  | Asen Panchev (Bulgarien)                                                                              | 3           |
| 1932      | Bulgarien (2)                                                | Jugoslavien ‡                                                | Rumänien                                                     | Aleksandar Živković (Jugoslavien)                                                                     | 5           |
| 1933      | Rumänien (2) ‡                                               | Jugoslavien                                                  | Bulgarien                                                    | Gheorghe Ciolac (Rumänien) Ștefan Dobay (Rumänien)                                                    | 4           |
| 1934-1935 | Jugoslavien (1)                                              | Grekland ‡                                                   | Rumänien                                                     | Aleksandar Tirnanić (Jugoslavien) Aleksandar Tomašević (Jugoslavien)                                  | 3           |
| 1935      | Jugoslavien (2)                                              | Bulgarien ‡                                                  | Grekland                                                     | Lyubomir Angelov (Bulgarien)                                                                          | 5           |
| 1936      | Rumänien (3) ‡                                               | Bulgarien                                                    | Grekland                                                     | Sándor Schwartz (Rumänien)                                                                            | 4           |
|           |                                                              |                                                              |                                                              | |             |
| 1946      | Albanien (1) ‡                                               | Jugoslavien                                                  | Rumänien                                                     | Loro Boriçi (Albanien) Qamil Teliti (Albanien) Nicolae Reuter (Rumänien) Božidar Sandić (Jugoslavien) | 2           |
| 1947      | Ungern (1)                                                   | Jugoslavien                                                  | Rumänien                                                     | Ferenc Deák (Ungern)                                                                                  | 5           |
| 1948      | Tävlingen avbruten i november 1948 efter 16 spelade matcher. | Tävlingen avbruten i november 1948 efter 16 spelade matcher. | Tävlingen avbruten i november 1948 efter 16 spelade matcher. | Ferenc Puskás (Ungern)                                                                                | 8           |
|           |                                                              |                                                              |                                                              | |             |
| 1973-1976 | Bulgarien (3)                                                | Rumänien                                                     | i.u.                                                         | Cemil Turan (Turkiet)                                                                                 | 4           |
| 1977-1980 | Rumänien (4)                                                 | Jugoslavien                                                  | i.u.                                                         | Anghel Iordănescu (Rumänien)                                                                          | 6           |

### Fotnoter
1. ↑  http://www.rsssf.com/tablesb/balkancup.html